# 파도타기 (영화)
파도타기(Riding Giants)는 미국, 프랑스에서 제작된 스테이시 페랄타 감독의 2004년 다큐멘터리 영화이다. 브라이언 L. 키우라나 등이 주연으로 출연하였고 샘 조지 등이 제작에 참여하였다.

## 출연

### 주연
- 브라이언 L. 키우라나

### 조연
- 켈리 슬레이터
- 믹키 무노즈
- 그렉 놀